# Антоновка (Майский сельсовет)
Антоновка (бел. Антонаўка) — деревня в Майском сельсовете Жлобинского района Гомельской области Белоруссии.
На западе граничит с лесом.

## География

### Расположение
В 13 км на северо-восток от районного центра и железнодорожной станции Жлобин (на линии Минск — Гомель), 106 км от Гомеля.

## Транспортная сеть
Транспортные связи по просёлочной, а затем автомобильной дороге Бобруйск — Гомель. Планировка состоит из длинной прямолинейной меридиональной и трёх коротких улиц, почти параллельных к главной и соединённых дорогой. Застройка двусторонняя, неплотная, деревянная, усадебного типа. Рядом со старой застройкой в 1986 году построено 100 кирпичных домов коттеджного типа, в которых разместились преселенцы из загрязнённых радиацией в результате катастрофы на Чернобыльской АЭС мест, в том числе с деревни Красноселье Хойникского района.

## История
Согласно письменным источникам известна с начала XIX века. По ревизским материалам 1858 года в составе поместья Козловичи, владение помещика Ф. А. Малиновского, а с 1859 года Турчаниновых, в Рогачёвском уезде Могилёвской губернии. С 1880 года действовал хлебозапасный магазин. В 1887 году в наёмном доме открыта церковно-приходская школа. Согласно переписи 1897 года находились 4 ветряные мельницы, кузница, в Городецкой волости. В 1909 году 1256 десятин земли.
В 1933 году организован колхоз «Ленинец». Имелась начальная школа. Во время Великой Отечественной войны с осени 1941 года действовала подпольная патриотическая группа (руководитель А. Л. Севостьянчик). В сентябре 1943 года оккупанты сожгли 44 двора и убили 112 жителей. 43 жителя погибли на фронтах и в партизанской борьбе. Согласно переписи 1959 года центр колхоза «Ленинец». Отделение связи, клуб, библиотека, фельдшерско-акушерский пункт, детский сад, средняя школа (новое кирпичное здание построено в 1988 году).

## Население

### Численность
- 2004 год — 183 хозяйства, 508 жителей.

### Динамика
- 1858 год — 27 дворов.
- 1897 год — 45 дворов, 293 жителя (согласно переписи).
- 1925 год — 86 дворов.
- 1940 год — 560 жителей.
- 1959 год — 472 жителя (согласно переписи).
- 2004 год — 183 хозяйства, 508 жителей.